# GRDDL
GRDDL ("Gleaning Resource Descriptions from Dialects of Languages", o "Espigar Descripciones de Recursos de Dialectos de Lenguajes" ) es una forma de indicar una transformación, comúnmente mediante XSLT, de un documento XHTML o XML para obtener información en RDF. Mediante esta indicación, una aplicación informática puede extraer de forma automática información de páginas web estructuradas para integrarla en la Web Semántica.
GRDDL es un marcado que nos permite declarar que un documento XML incluye datos del tipo 'gleanable' o enlazar a un algoritmo XSTL para 'gleaning' los datos RDF del documento.
Puede ser usado para transformar un documento individual o para alterar un conjunto de 'dialectos', que comparten un aspacio de nombres XML. Para esto se debe ingluir un frddl:namespaceTransformation property en un resultado GRDDL del documento del espacio de nombres.
Ha llegado a recomendación del W3C el 11 de septiembre de 2007.
- Datos: Q2742807